# Krauseola mosambicina
Krauseola mosambicina är en nejlikväxtart som först beskrevs av Charles Edward Moss och som fick sitt nu gällande namn av Ferdinand Albin Pax och Käthe Hoffmann.
Krauseola mosambicina ingår i släktet Krauseola och familjen nejlikväxter. Inga underarter finns listade i Catalogue of Life.